# Симонов, Вениамин Васильевич
Вениамин Васильевич Симонов — советский военный деятель, полковник, лауреат Сталинской премии.

## Биография
Родился 15 августа 1904 года в Андреевке, ныне Бирский район Башкирии.
В Рабоче-Крестьянской Красной Армии — с 1926 года.
Член ВКП(б)/КПСС с 1928 года.
Занимал ряд инженерных и командных должностей в Рабоче-Крестьянской Красной Армии.
Занимался инженерной работой во время Великой Отечественной войны, а также принимал участие в Великой Отечественной войне: старший помощник начальника 1-го отдела Технического управления ГБТУ Красной Армии.
После Великой Отечественной войны в звании инженер-полковника продолжил службу в Советской Армии и занимался инженерной деятельностью в её рядах.
За разработку конструкции нового автоматического противопожарного оборудования был в составе коллектива удостоен Сталинской премии за выдающиеся изобретения и коренные усовершенствования методов производственной работы за 1948 год.
В отставке — с 1955 года.
Умер после 1985 года.

## Награды
- орден Ленина (30.12.1956)
- орден Красного Знамени (17.05.1951)
- орден Отечественной войны I степени (06.04.1985)
- орден Красной Звезды (15.12.1943, 06.11.1945)
- орден «Знак Почёта» (24.06.1943)